# TerraSur

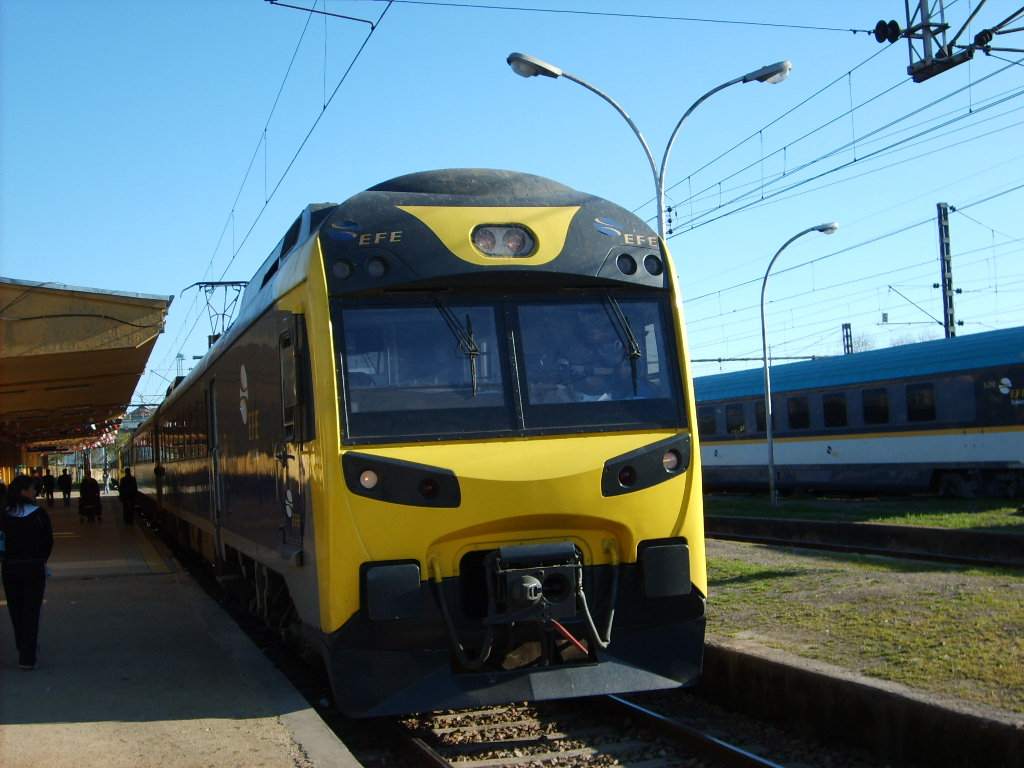

Als TerraSur werden die Fernzüge der chilenischen Empresa de los Ferrocarriles del Estado von Santiago de Chile nach Chillán bezeichnet.
Die Züge fahren ca. 400 km und benötigen dafür 4 ½ Stunden. Sie halten in Rancagua, San Fernando, Curicó, Talca, San Javier, Linares, Parral, San Carlos. Eingesetzt werden hauptsächlich gebrauchte Fahrzeuge vom Typ UTF-444, die von der spanischen RENFE erworben wurden.
Der Betrieb wurde unter diesem Titel 2001 aufgenommen. Derzeit fahren 3–5 Zugpaare pro Tag. Unter dem Titel Expreso Maule fährt noch ein Zugpaar die Teilstrecke von Santiago bis Linares. Die Züge erreichen stellenweise die für den Fahrzeugtyp maximale Geschwindigkeit von 140 km/h, womit sie zu den schnellsten Personenzügen Südamerikas gehören.
Die Züge sind während der Fahrt mit sehr viel Personal besetzt. Jeder der drei Wagen der Elektrotriebzüge wird individuell betreut, hinzu kommen Schaffner, Reinigungs- und Bistropersonal.
Nach dem Erdbeben vom 27. Februar 2010 wurde der Zugverkehr eingestellt und eineinhalb Jahre später wieder in voller Länge aufgenommen, allerdings mit reduziertem Zugangebot.
Im Februar 2016 fuhr nur ein Zugpaar pro Tag. Ebenso, wie im Regionalverkehr bis San Fernando nur zwei Zugpaare täglich fuhren.

## Expressverbindung
Mit der Indienststellung von sechs Zweikraft-Vierwagenzügen von CRRC Sifang wurde eine Expressverbindung eingerichtet, die für die Strecke nur zwei Stunden und 40 Minuten benötigt.